# 572
572 (DLXXII) je bilo prestopno leto, ki se je po julijanskem koledarju začelo na petek.

## Dogodki
- 1. januar

## Smrti
- 28. junij - Alboin, kralj Langobardov (* 530. leta)

Neznan datum
- Mukan kagan, tretji kagan Gokturkov (* ni znano)
- Vej Šov, kitajski zgodovinar, avtor Knjige Veja (* okoli 506)